# Steinunn Sigurðardóttir
Pour les articles homonymes, voir Sigurðardóttir.
Steinunn Sigurðardóttir (né le 26 août 1950 à Reykjavik) est une écrivaine islandaise.
Elle a terminé ses études se philosophie et de psychologie en 1972 à University College Dublin. Depuis, elle a travaillé en tant que journaliste pour la radio et la télévision. Elle a vécu dans différents endroits en Europe, aux États-Unis et au Japon. Depuis le milieu des années 1990, elle a vécu à Paris, à Berlin et depuis 2015 à Strasbourg.

## Œuvres
- Le Voleur de vie, Flammarion, traduction de Régis Boyer, 1998  (ISBN 9782080676238)
- La Place du cœur, éd. Denoel & d'ailleurs, 2000  (ISBN 2-207-25062-8) B25062.5
- Le Cheval Soleil, éd. Héloïse d'Ormesson, 2008  (ISBN 978-2-35087-080-9)
- Amour de l'Islande, poèmes, traduction de Régis Boyer, L’Harmattan, 2010
- Cent portes battantes aux quatre vents, éd. Héloïse d'Ormesson, 2011  (ISBN 9782350871653)
- Yo-yo, éd. Héloïse d'Ormesson, 2013  (ISBN 978-2-35087-239-1)